# Ренато Хенц
Ренато Хенц (Пожаревац, 16. април 1972) је познати певач који је стекао своју популарност после такмичења у Звездама Гранда, музичком такмичарском шоу. 
То је било 2007, и ако није победио, његово само учествовање у шоу је било довољно да постане познат.

## Биографија
Рођен је 16. априла 1972. године у месту Пожаревац. Музика га је занимала још од кад је био дете.  Прво је научио да свира хармонику и гитару, са 7 година, и онда се његова страст према музици све више повећавала. Са 14. година је кренуо да пева, да вежба и усавршава своје вокалне способности. 

## Радна биографија
Као млад је основао свој поп-рок бенд Моналиса. Учествовали су на разним музичким фестивалима, као што су Суботички, Зрењанински и Пожаревачки фестивал, на којима је однео победу. Учествовао је и на Зајечарској гитаријади, где је дошао до финала. Објавио је неколико ЦД-ова у поп-рок стилу. Осим певањем, бави се и компоновањем музике.
Имао је прилику да 2011. године учествује на италијанском фестивалу Регио ди Калабри, али на крају није било ништа од тога, зато што му се супруга порађала са првом ћерком. Године 2004. је победио такмичење вокалних солиста Клуба Талената, а идуће године је учествовао на фестивалу Моравски бисери, где је награђен за интерпретацију. Први пут се појавио на шоу Звезде Гранда 2007. године, где је остварио невероватан успех дошавши до финала, тад је и потписао уговор са Гранд продукцијом. 
Након три године сарадње је одлучио да самостално настави каријеру. 2010. прихвата позив Пинк телевизије и улази у ријалити шоу фарма. После тог ријалитија је објавио песму Нирвана. Наступио је 2011. са њом на фестивалу Врњачка Бања. 2014. је објавио албум Љубавне крађе, који је био јако успешан. У сарадњи са издавачком кућом ПГП-РТС је 2016. године објавио још један албум под називом Бесконачна срећа. 
Дискографија
Албуми
- Љубавне крађе (2014)
- Бесконачна срећа (2016, ПГП РТС)
- Истина је све (2021, ПГП РТС)

Синглови
- Све бих опет дао за тебе (2007)
- Шест нула (2008)
- Лепи ветре (2009)

## Фестивали
- 2011. Фестивал Бања - Дугујеш
- 2019. Сабор народне музике Србије, Београд - Ако нам је тако суђено
- 2020. Сабор народне музике Србије, Београд - Она ми се удаје
- 2022. Сабор народне музике Србије, Београд - Заувек ту остани, награда публике